# Megachile nigribarbis
Megachile nigribarbis là một loài Hymenoptera trong họ Megachilidae. Loài này được Vachal mô tả khoa học năm 1909.